# Persone di cognome Caruso
| Questa pagina contiene informazioni ricavate automaticamente dalle voci biografiche con l'ausilio del template Bio e di un bot. L'aggiornamento è periodico e automatico e ricostruisce completamente la pagina. Se manca una persona in questa lista, sei pregato di non aggiungerla, ma accertati piuttosto che la sua voce biografica contenga il template Bio e che i dati anagrafici siano correttamente compilati. Se il template Bio manca, inseriscilo tu stesso o, in alternativa, metti l'avviso {{tmp\|Bio}} che ne segnala la mancanza. Se i dati riportati sono sbagliati, correggi direttamente la voce biografica; le modifiche saranno visibili in questa lista entro pochi giorni. Per chiarimenti vedi il progetto antroponimi. La lista contiene solo le 61 persone che sono citate nell'enciclopedia e per le quali è stato implementato correttamente il template Bio. Pagina aggiornata al 7 giu 2025. |

Questa è una lista di persone presenti nell'enciclopedia che hanno il cognome Caruso, suddivise per attività principale.

## Agronomi(1)
- Girolamo Caruso, agronomo italiano (Alcamo, n. 1842 - Pisa, † 1923)

## Attivisti(1)
- Francesco Saverio Caruso, attivista, sindacalista e politico italiano (Napoli, n. 1974)

## Attori(5)
- Alessio Caruso, attore italiano (Bologna, n. 1961)
- Anthony Caruso, attore statunitense (Frankfort, n. 1916 - Brentwood, † 2003)
- David Caruso, attore statunitense (Forest Hills, n. 1956)
- Marcos Caruso, attore, drammaturgo e regista brasiliano (San Paolo del Brasile, n. 1952)
- Pino Caruso, attore, scrittore e cabarettista italiano (Palermo, n. 1934 - Sacrofano, † 2019)

## Attrici(1)
- Sophia Anne Caruso, attrice, cantante e ballerina statunitense (Spokane, n. 2001)

## Briganti(2)
- Giuseppe Caruso, brigante italiano (Atella, n. 1816 - Atella, † 1891)
- Michele Caruso, brigante italiano (Torremaggiore, n. 1837 - Benevento, † 1863)

## Calciatori(5)
- Ciro Caruso, ex calciatore italiano (Napoli, n. 1973)
- Francesco Caruso, ex calciatore italiano (Termoli, n. 1966)
- Hernán Caruso, ex calciatore e ex giocatore di calcio a 5 argentino (Buenos Aires, n. 1975)
- Leandro Caruso, ex calciatore argentino (Avellaneda, n. 1981)
- Mario Massimo Caruso, ex calciatore italiano (Trapani, n. 1969)

## Calciatrici(2)
- Arianna Caruso, calciatrice italiana (Roma, n. 1999)
- Maria Caruso, ex calciatrice italiana (Catania, n. 1958)

## Ceramisti(1)
- Nino Caruso, ceramista, scultore e designer italiano (Tripoli, n. 1928 - Roma, † 2017)

## Cestisti(3)
- Alex Caruso, cestista statunitense (College Station, n. 1994)
- Guglielmo Caruso, cestista italiano (Napoli, n. 1999)
- Henry Caruso, cestista e allenatore di pallacanestro statunitense (Burlingame, n. 1995)

## Ciclisti su strada(3)
- Damiano Caruso, ciclista su strada italiano (Ragusa, n. 1987)
- Giampaolo Caruso, ex ciclista su strada italiano (Avola, n. 1980)
- Roberto Caruso, ex ciclista su strada italiano (San Nicandro Garganico, n. 1967)

## Compositori(2)
- Luigi Caruso, compositore italiano (Napoli, n. 1754 - Perugia, † 1823)
- Vitaliano Caruso, compositore, arrangiatore e produttore discografico italiano (Teano, n. 1921 - Milano, † 2002)

## Diplomatici(1)
- Casto Caruso, diplomatico italiano (Pomarico, n. 1904 - Roma)

## Direttori d'orchestra(1)
- Pippo Caruso, direttore d'orchestra, arrangiatore e compositore italiano (Belpasso, n. 1935 - Fara in Sabina, † 2018)

## Generali(2)
- Cosimo Caruso, generale italiano (Altavilla Irpina, n. 1863 - Altavilla Irpina, † 1933)
- Filippo Caruso, generale e partigiano italiano (Casole Bruzio, n. 1884 - Roma, † 1979)

## Giornalisti(1)
- Alfio Caruso, giornalista e scrittore italiano (Catania, n. 1950)

## Imprenditori(1)
- Raffaele Caruso, imprenditore e politico italiano (Palermo, n. 1841 - Comiso, † 1923)

## Mafiosi(1)
- Damiano Caruso, mafioso italiano (Villabate, n. 1937 - Milano, † 1973)

## Militari(1)
- Pietro Caruso, militare e funzionario italiano (Maddaloni, n. 1899 - Roma, † 1944)

## Pallanuotisti(1)
- Enrico Caruso, pallanuotista italiano (Cosenza, n. 1994)

## Percussionisti(1)
- Paolo Caruso, percussionista italiano (Palermo, n. 1956)

## Pittori(1)
- Bruno Caruso, pittore, disegnatore e incisore italiano (Palermo, n. 1927 - Roma, † 2018)

## Poeti(2)
- Domenico Caruso, poeta e scrittore italiano (San Martino di Taurianova, n. 1933)
- Luciano Caruso, poeta, artista e giornalista italiano (Foglianise, n. 1944 - Firenze, † 2002)

## Politici(7)
- Antonino Caruso, politico italiano (Milano, n. 1950 - Milano, † 2020)
- Antonio Caruso, politico italiano (Savelli, n. 1926 - Mantova, † 2012)
- Franz Caruso, politico italiano (Cosenza, n. 1959)
- Ignazio Caruso, politico italiano (Acerra, n. 1916 - Ischia, † 1997)
- Luigi Caruso, politico italiano (Catania, n. 1953)
- Mario Caruso, politico italiano (Mazara del Vallo, n. 1948 - Mazara del Vallo, † 2008)
- Mario Caruso, politico italiano (Militello in Val di Catania, n. 1955)

## Poliziotti(1)
- Vincenzo Caruso, carabiniere italiano (Niscemi, n. 1950 - Taurianova, † 1977)

## Rapper(1)
- Santo Trafficante, rapper e beatmaker italiano (Stoccarda, n. 1982)

## Registi(1)
- D.J. Caruso, regista, produttore cinematografico e produttore televisivo statunitense (Norwalk, n. 1965)

## Schermidori(1)
- Giuseppe Caruso, schermidore italiano

## Sciatori nautici(1)
- Brando Caruso, sciatore nautico italiano (n. 1996)

## Scrittori(1)
- Giuseppe Caruso, scrittore e giornalista italiano (n. 1975)

## Scrittrici(1)
- Eleonora C. Caruso, scrittrice italiana (n. 1986)

## Sollevatori(1)
- Oliver Caruso, ex sollevatore tedesco (Mosbach, n. 1974)

## Storici(1)
- Giovanni Battista Caruso, storico italiano (Polizzi Generosa, n. 1673 - Polizzi Generosa, † 1724)

## Tennisti(1)
- Salvatore Caruso, ex tennista italiano (Avola, n. 1992)

## Tenori(2)
- Charles Anthony Caruso, tenore statunitense (New Orleans, n. 1929 - Tampa, † 2012)
- Enrico Caruso, tenore italiano (Napoli, n. 1873 - Napoli, † 1921)

## Veliste(1)
- Bianca Caruso, velista italiana (Roma, n. 1996)

## Vescovi cattolici(2)
- Francesco Caruso, vescovo cattolico e poeta italiano (Bisaccia - Sulmona, † 1593)
- Giuseppe Antonio Caruso, vescovo cattolico italiano (Petilia Policastro, n. 1864 - Oppido Mamertina, † 1930)